# Mehuli Ghosh
Mehuli Ghosh (en hindi: मेहुली घोष, Kalyani, 20 de noviembre de 2000) es una deportista india que compite en tiro, en la modalidad de rifle. Ganó una medalla de bronce en el Campeonato Mundial de Tiro de 2023, en la prueba de rifle 10 m.

## Palmarés internacional
| Campeonato Mundial | Campeonato Mundial | Campeonato Mundial | Campeonato Mundial |
| Año                | Lugar              | Medalla            | Prueba             |
| ------------------ | ------------------ | ------------------ | ------------------ |
| 2023               | Bakú (Azerbaiyán)  | Medalla de bronce  | Rifle 10 m         |